# Złotnik (województwo lubuskie)

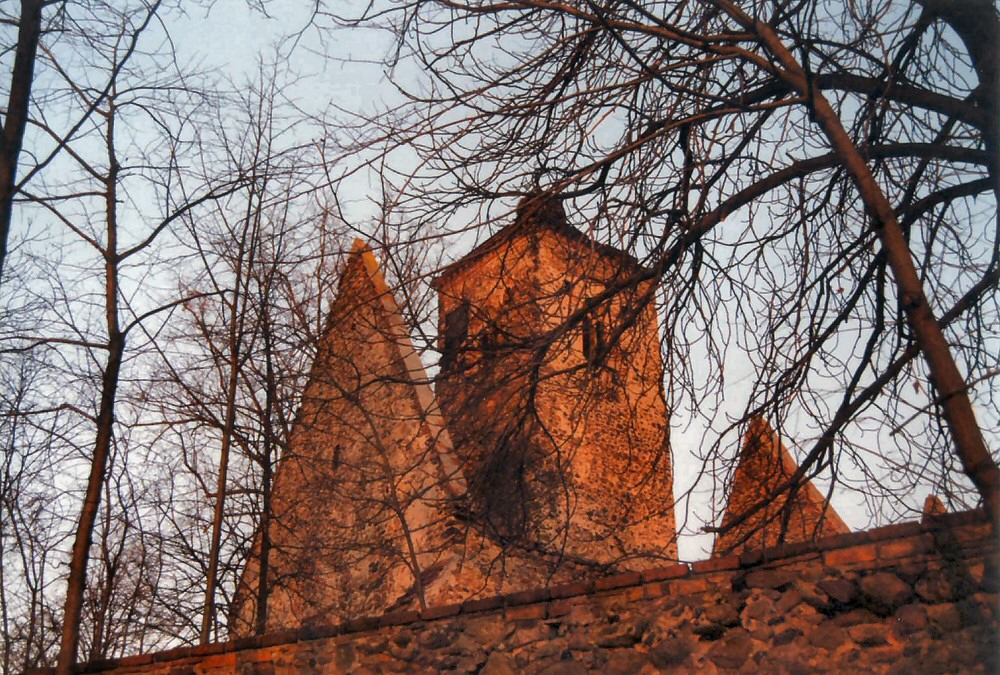
Złotnik. Widok na ruiny średniowiecznego kościoła

Złotnik (niem. Reinswalde) – wieś w zachodniej Polsce, położona w województwie lubuskim, w powiecie i gminie Żary, najstarsza osada łużycka na ziemi żarskiej.
W latach 1975–1998 miejscowość administracyjnie należała do województwa zielonogórskiego.
Drogi są asfaltowe lub brukowane, domy murowane, wzniesione w większości przed wojną, zelektryfikowane; wieś posiada wodociąg, brak kanalizacji. Osada sąsiaduje z Lubomyślem i Bieniowem. Wieś nie należy do tranzytowych. Główna droga kończy swój bieg w okolicy torów kolejowych. Istnieje także droga gruntowa do wsi Olszyniec. Wieś stanowi sołectwo.

## Historia
W swej historii Złotnik wiele razy zmieniał przynależność państwową oraz nazwę. Niemiecka brzmiała: Reinswalde, polskie to: Złotnicko oraz obecna Złotnik. W Złotniku pod koniec drugiej wojny światowej stacjonowała osławiona 36 Dywizja Grenadierów SS Dirlewanger'a, która w brutalny sposób brała udział w dławieniu Powstania Warszawskiego oraz Słowackiego powstania narodowego. W czasie natarcia Armii Czerwonej na pobliskie Żary trwały zażarte walki o Złotnik. We wsi, bronił się 207 pułk artylerii przeciwlotniczej. Trwająca kilka dni bitwa była jedną z bardziej krwawych w tym rejonie. Pułkownik Kozłow wydał rozkaz utrzymania Złotnika za wszelką cenę. Niemcy atakowali czołgami, piechotą i lotnictwem. Po uzyskaniu wsparcia oddziały radzieckie w walkach poważnie uszkodziły niemieckie zgrupowania w rejonie Złotnika i Bieniowa. Kozłow zginął podczas odpierania jednego z ataków nieprzyjaciela. W odwecie za śmierć swojego dowódcy patrol radziecki dokonał egzekucji czterech żołnierzy SS w okolicy drogi do Bieniowa. Złotnik został całkowicie zdobyty 17 lutego 1945 roku, w dzień po zdobyciu Żar. W 2002 mieszkańcy obchodzili 700-lecie wsi, a w 2007 roku, 50-lecie parafii.

## Zabytki
Do wojewódzkiego rejestru zabytków wpisane są:
- ruina kościoła, gotyckiego wzniesionego w XIV-XV wieku
- spichlerz, dawny dwór sołtysi, gotycko-renesansowy z 1534 roku, XVIII wieku

inne zabytki:
- ogrodzenie murowano-kamienne z XV-XVI wieku
- kościół z XIX wieku nawiązujący w swojej formie do średniowiecznej architektury; jednonawowy, murowany, z prostokątnym prezbiterium i wieżą
- cmentarz przyparafialny podzielony na dwie części: polską założona po 1945 r.
- cmentarz niemiecki z przełomu XVIII i XIX wieku, który został zdewastowany po 1945 r., znajduje się w kierunku północno-wschodnim.

## Komunikacja
Przez Złotnik przebiega także linia kolejowa nr 275 relacji Wrocław-Żary. Sporadyczną aczkolwiek bardzo ważną dla mieszkańców Złotnika i Lubomyśla komunikację autobusową w kierunku Żar obsługuje dwóch przewoźników. Pierwszy z nich to PKS Żary; realizuje połączenia przez cały tydzień. Drugi to MZK Żagań, który uruchamia swoje autobusy w kierunku Złotnika od poniedziałku do piątku.  Dniem bez jakiegokolwiek połączenia z Żarami jest sobota. W odległości 4 km w kierunku północno-wschodnim znajduje się stacja kolejowa w Bieniowie. Ze stacji odjeżdżają pociągi w kierunku Görlitz, Węglińca, Zielonej Góry oraz Żagania. Komunikację kolejową obsługuje spółka Przewozy Regionalne. Komunikacja kolejowa obsługiwana jest codziennie.

## Edukacja
We wsi znajduje się szkoła podstawowa imienia Jana Pawła II do której uczęszczają dzieci ze Złotnika, Lubomyśla oraz Kadłubii.

## Kultura
- We wsi działają zespoły: folklorystyczne "Sołoniec" i "Dolina Nowego Sołońca" (zał. w 1984 r.). Od 2004 r. a także Oddział Górali Czadeckich Związku Podhalan
- Zespół śpiewaczy Chabry[5]

## Ludzie i zwyczaje
Większość starszych mieszkańców Złotnika została tutaj po II wojnie światowej przymusowo przesiedlona ze wschodnich terenów II RP, które zostały zagarnięte przez Związek Socjalistycznych Republik Radzieckich. W mowie codziennej można z łatwością usłyszeć częste pomijanie litery "Ł" i zastępowanie jej literą "L", co jest charakterystyczne dla dialektu północnokresowego. Do Złotnika zostały przesiedlone całe rodziny liczące nawet kilkadziesiąt osób.

## Ciekawostki
- W 1936 r. Ekspres "Latający Ślązak" z Berlina do Bytomia na trasie Jasień – Bieniów – Złotnik – Żagań (Gassen-Benau-Reinswalde-Sagan) osiągał prędkość ok. 160 km/h. Dla porównania w 2005 r. tzw. prędkość handlowa na trasie Bieniów Żary wynosi ok. 40 km/h[6].
- 12 listopada 2014 roku Złotnik wygrał konkurs na "Najpiękniejszą Wieś Lubuską"[7].

## Przypisy

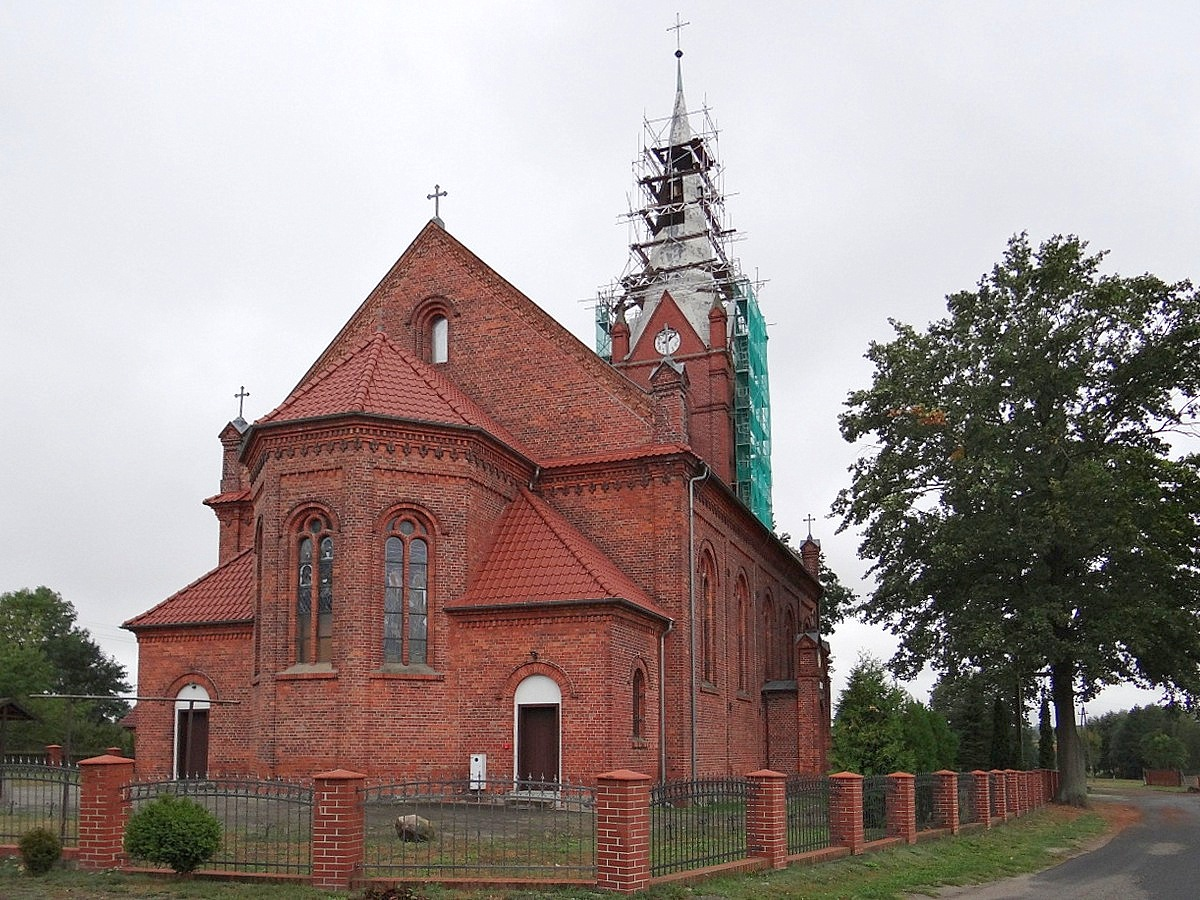
Dawny kościół staroluterański